# Isurus paucus
Isurus paucus é uma espécie de tubarão cavala da família Lamnidae, com provável distribuição mundial em águas temperadas e tropicais.
Tubarões mako de barbatana longa são predadores que se alimentam de pequenos peixes e cefalópodes. Se este tubarão é capaz de elevar sua temperatura corporal acima da água circundante como os outros membros de sua família é incerto, embora possua as adaptações fisiológicas necessárias. A reprodução nesta espécie é aplacental viviparas, ou seja, os embriões eclodem de ovos dentro do útero. Nos estágios posteriores de desenvolvimento, os filhotes não nascidos são alimentados com ovos não viáveis pela mãe (oofagia). O tamanho da ninhada é tipicamente dois, mas pode ser de até oito. O mako longfin é de valor comercial limitado, pois sua carne e barbatanas são de menor qualidade do que as de outros tubarões pelagicos; no entanto, ele é pego involuntariamente em números baixos em toda a sua gama. A União Internacional para a Conservação da Natureza avaliou esta espécie como ameaçada devido à sua raridade, baixa taxa reprodutiva e mortalidade contínua. Em 2019, ao lado do mako shortfin, a IUCN listou o mako longfin como "Ameaçado".